# Målvakt (ishockey)

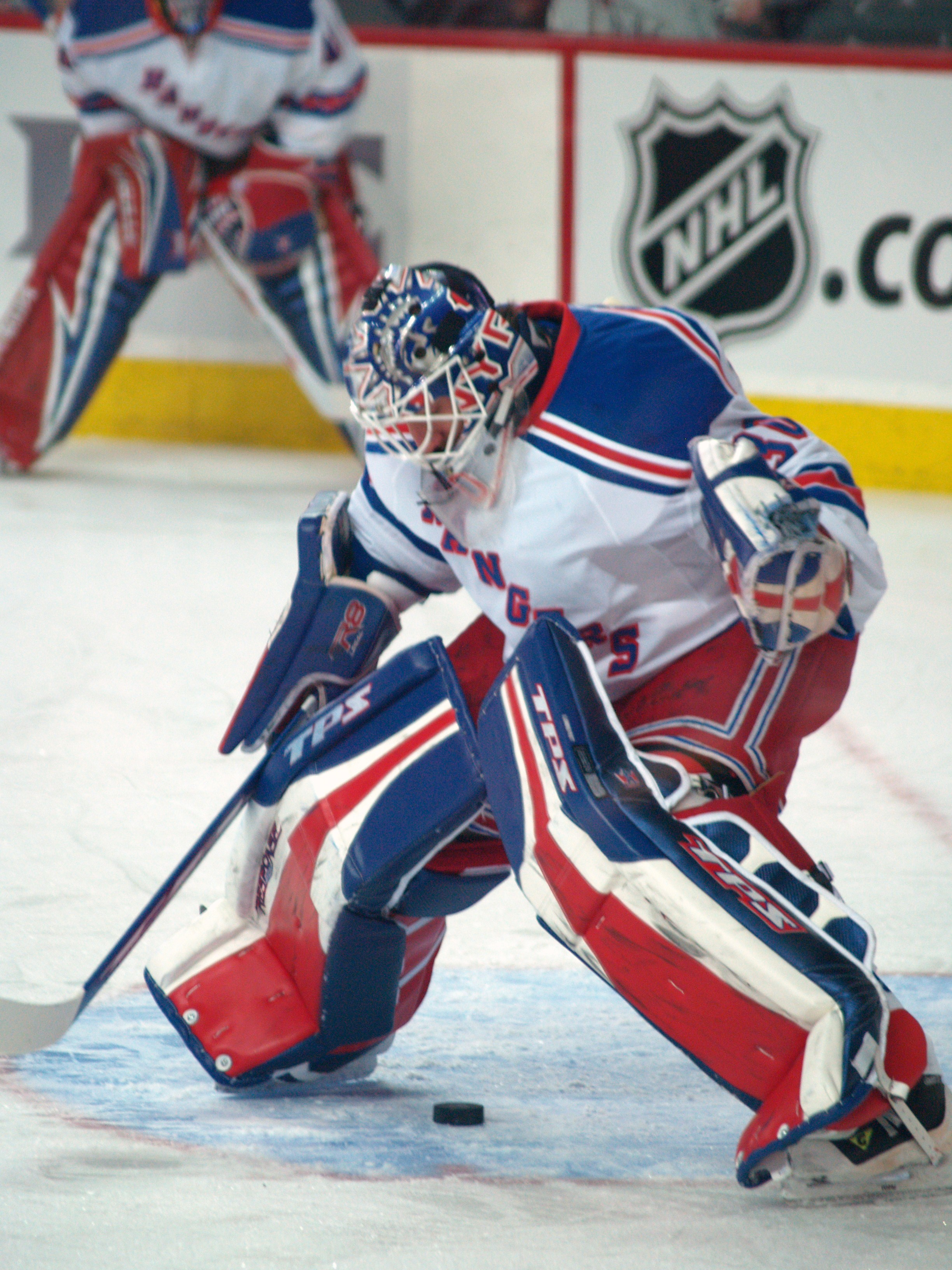
New York Rangers målvakt Henrik Lundqvist värmer upp. Lagets reservmålvakt kan ses i bakgrunden.

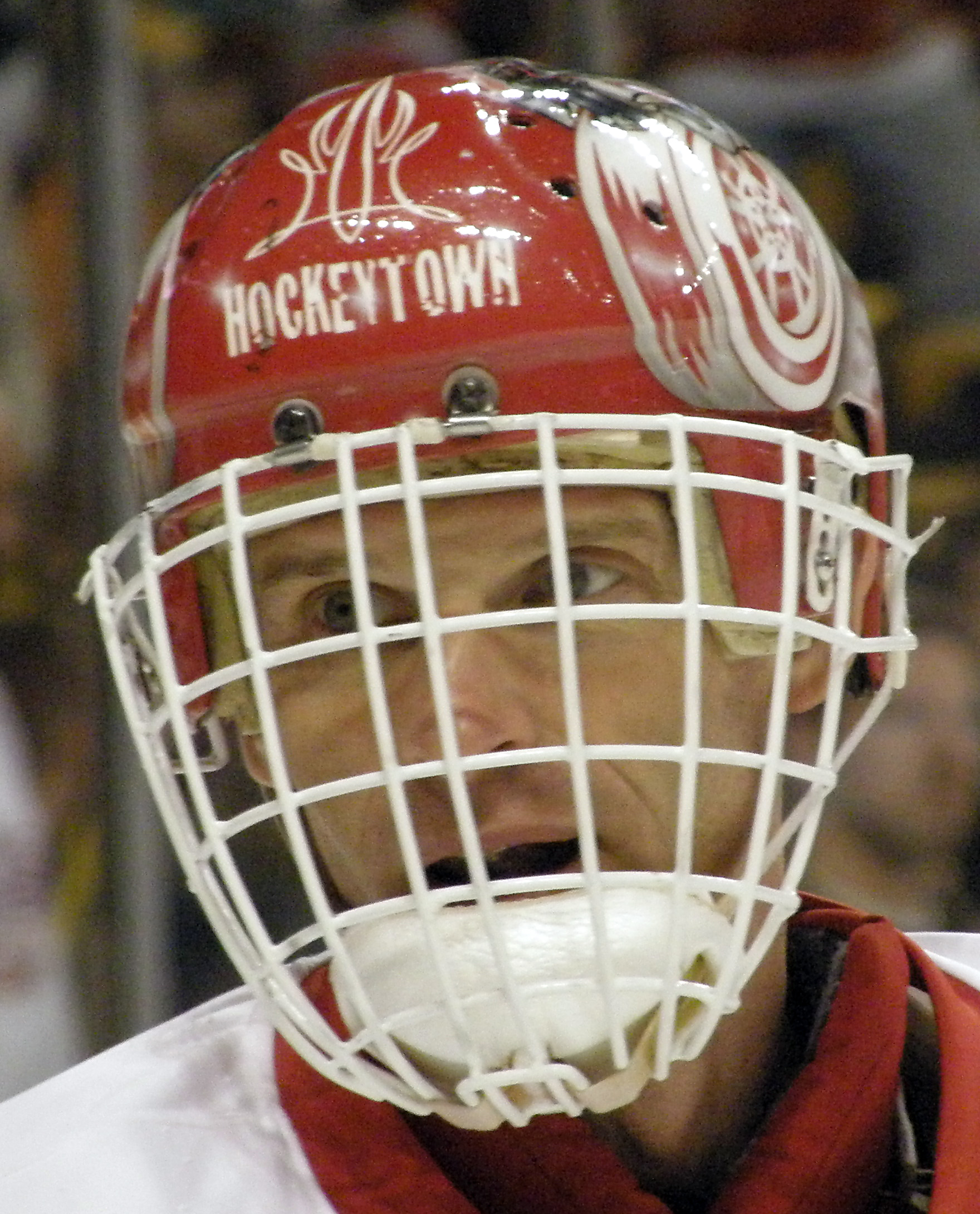
Dominik Hašek med Detroit Red Wings.

Målvakt är en spelarposition inom ishockeyn. Målvakten är den spelare som vaktar det egna lagets målbur och spelar bakom de fem utespelarna.

## Spelstil
Målvakten har till uppgift att vakta det egna lagets målbur och stoppa motståndarlaget från att göra mål. Målvaktspositionen skiljer sig betydligt från de andra spelarpositionerna. Målvakten är, under den moderna ishockeyns tidsera, den enda spelaren i laget som är på isen under hela matchen. Det går dock att byta målvakt under matchens gång då varje lag har en reservmålvakt på avbytarbänken. Målvakten kan även under en avvaktande utvisning för motståndarlaget snabbt skrinna iväg till avbytarbänken och byta av mot en utespelare så att laget får ett numerärt överläge i utespelare. Detta numerära överläge gäller antingen till dess att laget gör mål eller att pucken hamnar hos motståndarlaget och spelet således blåses av för att verkställa utvisningen.
Även om målvaktens huvudsakliga uppgift är skydda det egna målet kan målvakten även delta i det offensiva spelet genom att snabbt spela upp pucken i banan till sina utespelare. En målvakt som är känd för att vara skicklig på att hantera pucken med klubban är Martin Brodeur i NHL-laget New Jersey Devils. En annan målvakt som var skicklig i spelet med klubban var Ron Hextall.
Under ishockeyns begynnelse i slutet på 1800-talet och i början på 1900-talet var det inte tillåtet för målvakten att gå ner på knä på isen för att rädda pucken. Den tidens målvakter tänjde dock på reglerna och Ottawa Senators burväktare Clint Benedict fick smeknamnet Praying Benny för all tid han tillbringade stående på knä. Allt eftersom spelet utvecklades under 1900-talet försvann den stående spelstilen allt mer och försvann helt i slutet på 1990-talet. En av de sista målvakterna i NHL med en utpräglat stående spelstil var Kirk McLean. Istället tog butterfly-stilen över och liknande hybridstilar där målvakten växlar mellan stående och knästående.
En målvakt som hade en mer egen och oortodox spelstil var en av 1990-talets bästa målvakter Dominik Hašek. Hašeks stil kallas flopper och kräver starkt fotarbete och flexibilitet då målvakten rör på sig mycket, både upp och ner samt i sidled, och litar mycket på sina reflexer.

## Utrustning
Målvakten är utrustad med en gallerförsedd hjälm, två större benskydd, en målvaktsklubba samt varsin klubbhandske och plockhandske. Klubbhandsken och plockhandsken kan sitta på valfri hand men det vanligaste är att målvakten har plockhandsken på vänster hand. Klubbhandsken är platt formad på utsidan. Målvaktsklubban är olik utespelarnas klubbor och har ett bredare blad.
Ishockeymålvakten spelade från början utan något skydd för ansiktet, men allt eftersom spelet utvecklades och blev snabbare och skotten blev allt hårdare krävdes mer för att skydda målvakten. Jacques Plante blev den förste målvakten i NHL att bära ansiktsmask efter det att han träffats av en puck i ansiktet under en match mellan Montreal Canadiens och New York Rangers 1 november 1959.

## Spelare
Berömda spelare som spelat på positionen är bland annat Georges Vézina, Percy LeSueur, Jacques Plante, Terry Sawchuk, Bernie Parent, Ken Dryden, Pelle Lindbergh, Patrick Roy, Dominik Hašek, Henrik Lundqvist och Martin Brodeur.